# Лукьянов, Ермак Михайлович
Ермак Михайлович Лукьянов (1 мая 1914, Астраханская губерния — май 1984, СССР) — советский офицер калмыцкого происхождения, командир дивизий Калмыцкого кавалерийского корпуса во время Второй мировой войны.

## Биография
Родился 1 мая 1914 года в Астраханской губернии. В предвоенный период служил в Красной Армии, дослужившись до звания лейтенанта. В 1939—1940 годах в качестве командира пулеметного взвода участвовал в Зимней войне против Финляндии. Попал в финский плен. После окончания войны недолгое время находился в Финляндии, а затем прибыл в оккупированную Францию. В 1943 году вступил в Калмыцкий кавалерийский корпус, став командиром 3-й, 4-й, а затем 1-й кавалерийских дивизий. 
С середины 1944 года возглавлял воинскую часть Калмыцкого национального комитета в Берлине. После окончания войны поселился в Бельгии, получив бельгийское гражданство. В начале 1960-х годов возглавил Общество бельгийско-советской дружбы. В 1968 году приехал в Москву с младшим сыном в качестве туриста, но был арестован. Около десятка лет содержался в различных психиатрических больницах, после чего предстал перед судом за измену Родине. Был приговорен к смертной казни, что вызвало протесты в бельгийском и Европейском парламентах. Несмотря на это, в 1984 году Я. М. Лукьянов был расстрелян
1. ↑  https://vesti-iz-sssr.com/2016/12/13/delo-yermaka-lukyanova-1982-16-3/
2. ↑  Лукьянов Ермак Михайлович - Электронный архив Фонда Иофе. arch2.iofe.center. Дата обращения: 22 мая 2025.
3. ↑  F. J. M. Feldbrugge. War Crimes in Soviet Criminal Law: A Propos - The Lukianoff Case // Review of Socialist Law. — 1984. — Т. 10. — С. 291.
4. ↑  Family pleads for Belgian sentenced to death in U.S.S.R. - UPI Archives (англ.). UPI. Дата обращения: 21 мая 2025.
5. ↑  Nine children of a former Soviet army officer sentenced... - UPI Archives (англ.). UPI. Дата обращения: 21 мая 2025.
6. ↑  IN BRIFF. Canberra Times. Australian Capital Territory. 18 августа 1983. Дата обращения: 21 мая 2025.
7. ↑  Калмык Ермак Лукьянов -. memuarist.com. Дата обращения: 21 мая 2025.
8. ↑  Дело Ермака Лукьянова (1982, 16-3). Вести из СССР (13 декабря 2016). Дата обращения: 21 мая 2025. Архивировано 14 августа 2020 года.